# Dsjalil Sajfi
Dsjalil Sajfi (armensk: Жалил Сайфи ; russisk: Джалил(Джалилов) Сайфи  tr. Dsjalil {Dsjalilov) Sajfi ; født 12. april 1932 i Samarkand, Usbekiske SSR i Sovjetunionen, død 2003)  var en usbekisk/sovjetisk komponist og lærer.
Sajfi studerede komposition på musikkonservatoriet i Tasjkent hos Boris Fjodorovitj Gijenko. Han var lærer i komposition efter sin uddannelse på samme skole. Sajfi skrev 2 symfonier, orkesterværker, kammermusik, operaer, scenemusik, filmmusik, komediemusik etc. Han var nok især kendt for sine orgel og symfoniske kompositioner.

## Udvalgte værker
- Symfoni nr. 1 "Samarkand" (1977) - for orkester
- Symfoni nr. 2 "Lyrisk" (1980) - for kammerorkester